# Space Telescope European Coordinating Facility
El Space Telescope - European Coordinating Facility (ST-ECF) és una institució que ofereix una sèrie de funcions de suport i servei principalment als observadors europeus de la missió Telescopi Espacial Hubble (HST) per la NASA/ESA. Va ser establerta en el 1984 per l'Agència Espacial Europea (ESA) i l'Observatori Europeu Austral (ESO), i està ubicat a la seu de l'ESO a Garching bei München, Alemanya.
El ST-ECF proporciona informació tècnica detallada sobre el HST i els seus instruments científics, dona suport als astrònoms europeus que s'estan preparant propostes d'observació del Hubble i coordinen el desenvolupament de programes informàtics en sintonia amb l'anàlisi de dades de les necessitats específiques dels usuaris del HST. En totes aquestes funcions, l'equip del ST-ECF manté col·laboració amb la Space Telescope Science Institute (STScI) de Baltimore, que s'encarrega de l'operació científica de l'observatori HST.
El ST-ECF és presidit per Robert (Bob) Fosbury. L'adjunt és Jeremy Walsh.

## Suport d'usuari
Fundada abans de l'era d'Internet i dels recursos informàtics àmpliament disponibles, el ST-ECF es va fundar amb el suport a l'usuari pels astrònoms europeus com l'objectiu principal.
Quan les connexions a Internet a través de l'Atlàntic i els potents ordinadors es van estandarditzar, l'enfocament de l'organització va canviar cap a productes de dades i suport dedicat d'instruments científics.

## Ciència instrumental
El ST-ECF participa activament en el desenvolupament de programari en moltes àrees relacionades amb el calibratge de dades, anàlisi i visualització per especialment els instruments com el Faint Object Spectrograph, STIS, i Advanced Camera for Surveys. Per exemple:
- aXe - programari de Slitless Spectroscopy Extraction
- SLIM: Un Slitless Spectroscopy Simulator per l'ACS
- Faint Object Spectrograph Post Operational Archives calibration pipeline (inclòs en STSDAS, per l'Instrument Physical Modeling Group)
- El projecte de millora de calibratge de l'espectògraf STIS (per Instrument Physical Modeling Group)
- NICMOSlook i Calnic C
- Lucy-Hook coaddition method

## Arxiu científic
Conjuntament amb l'Observatori Europeu Austral (ESO),
el ST-ECF opera i manté l'ESO/ST-ECF Science Archive Facility des d'on totes les dades científiques recollides pel Telescopi Espacial Hubble s'hi accedeixen públicament.
En col·laboració amb els arxius del HST, els productes de dades i mètodes d'accés del STScI i el Canadian Astronomy Data Centre (CADC) són millorats contínuament per assegurar unes dades científiques el més fiable possibles pels astrònoms de tot el món. Actualment això inclou el treball sobre el Virtual Observatory, On-The-Fly Calibration, i B Associations. El treball inicial va ser pioner en projectes com Astrovirtel i Astrophysical Virtual Observatory.

## Divulgació i educació
Un dels grups de ST-ECF és el Hubble European Space Agency Information Centre (HEIC), que des del 1999, ha estat el líder de les activitats de grup del Hubble a Europa. L'objectiu del HEIC és complir amb les tasques de divulgació i educació del Telescopi Espacial Hubble per a l'Agència Espacial Europea.
En els últims anys, el HEIC s'ha convertit en una oficina de comunicació molt distingida d'experts utilitzant el programari i tècniques més recents. L'oficina del Hubble europeu ha produït grans quantitats de material astronòmic - comunicats de premsa, imatges, fullets, pàgines web, llibres, etc. - adequat tant per a fins educatius i un major consum públic. El HEIC proporciona un arxiu ben assortit que es troba publicat a la seva pàgina web.
El treball se centra en la producció de notícies i fotografies que posen en relleu interessants resultats i imatges científiques del Hubble. Aquests són sovint d'origen europeu i, per tant, no només augmenta el pes de l'Agència Espacial Europea en el Hubble (15%), sinó la contribució de científics europeus a l'observatori. A més, el grup produeix emissions de vídeo, material educatiu innovador, CD-ROMs, fullets, cartells, així com quioscos d'informació de DVDs i museus, i molt més.
El Hubble European Space Agency Information Centre és dirigit per l'especialista en comunicació de ciència Lars Lindberg Christensen i el líder dissenyador gràfic és Martin Kornmesser.
Tot el material de publicitat es pot trobar a spacetelescope.org Arxivat 2011-02-21 a Wayback Machine.. El grup porta el projecte FITS Liberator i el "Hubble - 15 Years of Discovery" que també va conduir al llibre Hubble - 15 Years of Discovery.